# Vuurvogel

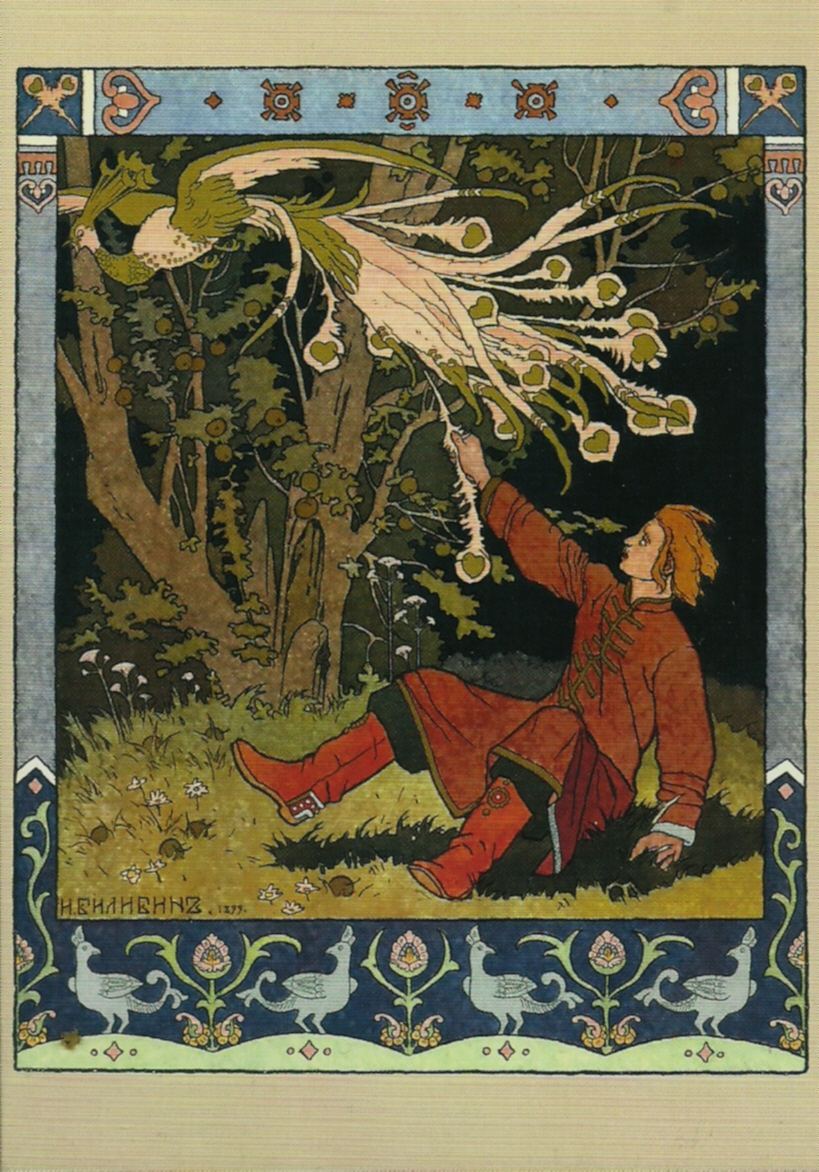
Ivan Tsarevitsj vangt een veer van de vuurvogel. Illustratie: Ivan Bilibin.

De vuurvogel (Russisch: жар-птица, zjar-ptitsa; Oekraïens: жар-пти́ця, zjar-ptitsia) is een fabeldier uit Slavische sprookjes. Het wordt ook weleens een feniks genoemd. Het magische dier heeft ogen van edelstenen en vlammende veren. Het steelt gouden appels uit de tuinen van de tsaar. Ook vertelde men dat de vuurvogel zich angstwekkend groot kon maken, als een reusachtig vliegend vuurmonster, en één wens vervulde voor degene die niet wegvluchtte als hij dat deed.

## De vuurvogel en Vasilisa, de tsarendochter
Het verhaal dat sprookjesverzamelaar Aleksandr Afanasjev optekende draagt de titel De vuurvogel en Vasilisa, de tsarendochter. Het gaat over een dappere boogschutter op zijn sprekende paard, die een gouden veer van de vuurvogel vindt. Tegen het advies van zijn paard in, raapt hij de veer op en geeft het aan de tsaar. Die wil nu ook de vuurvogel zelf hebben en beveelt de boogschutter de vogel te vangen, anders gaat z'n hoofd er af. Het paard verzint een list en honderd zakken maïs worden uitgestrooid. De vuurvogel komt, begint te pikken en dan gaat het paard op een van z'n vleugels staan. De boogschutter (Iwan) brengt de vuurvogel naar de tsaar (Kosjej Bessmertni, 'Oud Gebeente de Onsterfelijke'). Diens wensen zijn niet te stillen en nu verlangt de tsaar naar de mooiste vrouw van de wereld, Vasilisa. De boogschutter neemt een tent mee, lekker eten en drinken en weet zo Vasilisa te onthalen en in slaap te brengen. Hij neemt haar mee naar de tsaar, maar dan begint zíj hem opdrachten te geven: haar bruidssluier ligt nog op de bodem van de zee. De boogschutter weet echter alle problemen te boven te komen door de raadgevingen van zijn trouwe paard op te volgen. Voor zijn laatste opdracht moet hij zich in een ketel kokend water wassen. Hij overleeft het, omdat hij zich van tevoren met een speciale olie insmeert. Hij stapt zó mooi en verjongd uit de ketel, dat de tsaar dat ook wil proberen. De tsaar overleeft het echter niet. Nu kunnen de boogschutter en Vasilisa met elkaar trouwen en ze leven nog lang en gelukkig.

## Van Iwan Tsarewitsj, de vuurvogel en de grijze wolf

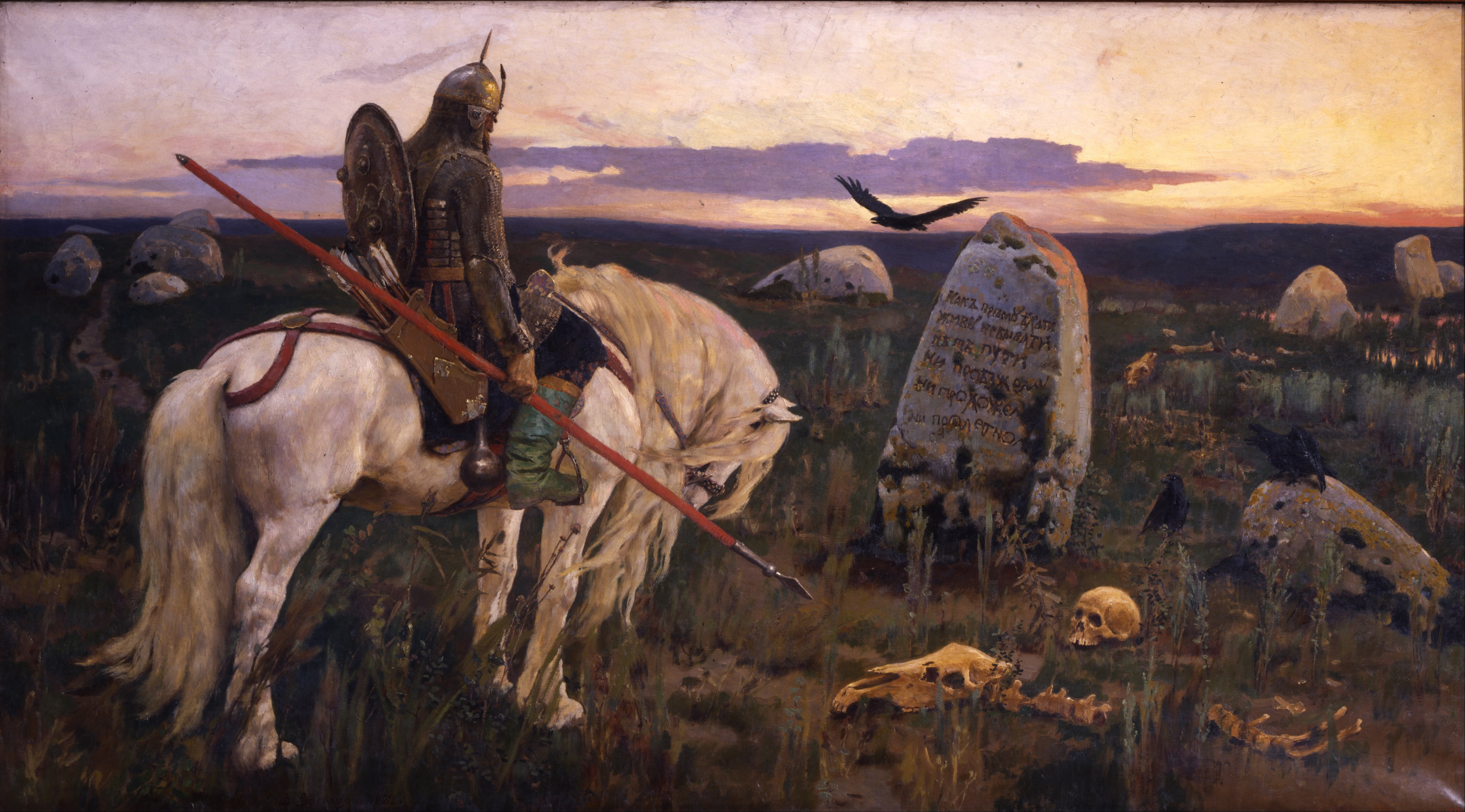
Ridder op de Viersprong, Viktor Vasnetsov, schilderij, 1882, Russisch Staatsmuseum, Moskou

In een andere versie is Iwan de jongste zoon van tsaar Vislav. Zijn oudste broer is Dimitri, de ander heet Vasili. Vislav heeft in zijn tuin een appelboom met gouden appels, maar op een dag komt hij er achter dat hij appels mist. Hij kan zelf er niet achter komen wie de dief is en laat zijn zonen 's nachts om de beurt de wacht houden. De eerste nacht waakt Dimitri, maar hij valt in slaap. De volgende nacht valt ook Vasili in slaap. Iwan weet de derde nacht wakker te blijven, maar als de dief, de vuurvogel, verschijnt, weet hij slechts een veer te bemachtigen. De veer komt in Vislav's schatkamer terecht en na enige tijd bedenkt de tsaar zich dat hij de vuurvogel zelf wil hebben. Hij stuurt zijn drie zonen er op uit. Iwan komt bij een omgevallen zuil, waar hij moet kiezen tussen drie wegen. Hij kiest de rechterweg, waarbij hij het leven zal behouden, maar zijn paard zal omkomen. Ze komen in een dor gebied terecht en plots is daar een grote, grijze wolf. Van schrik sterft het paard en Iwan gaat te voet verder. Als hij van vermoeidheid niet verder kan, verschijnt de wolf opnieuw en nodigt hem uit op zijn rug verder te reizen. 

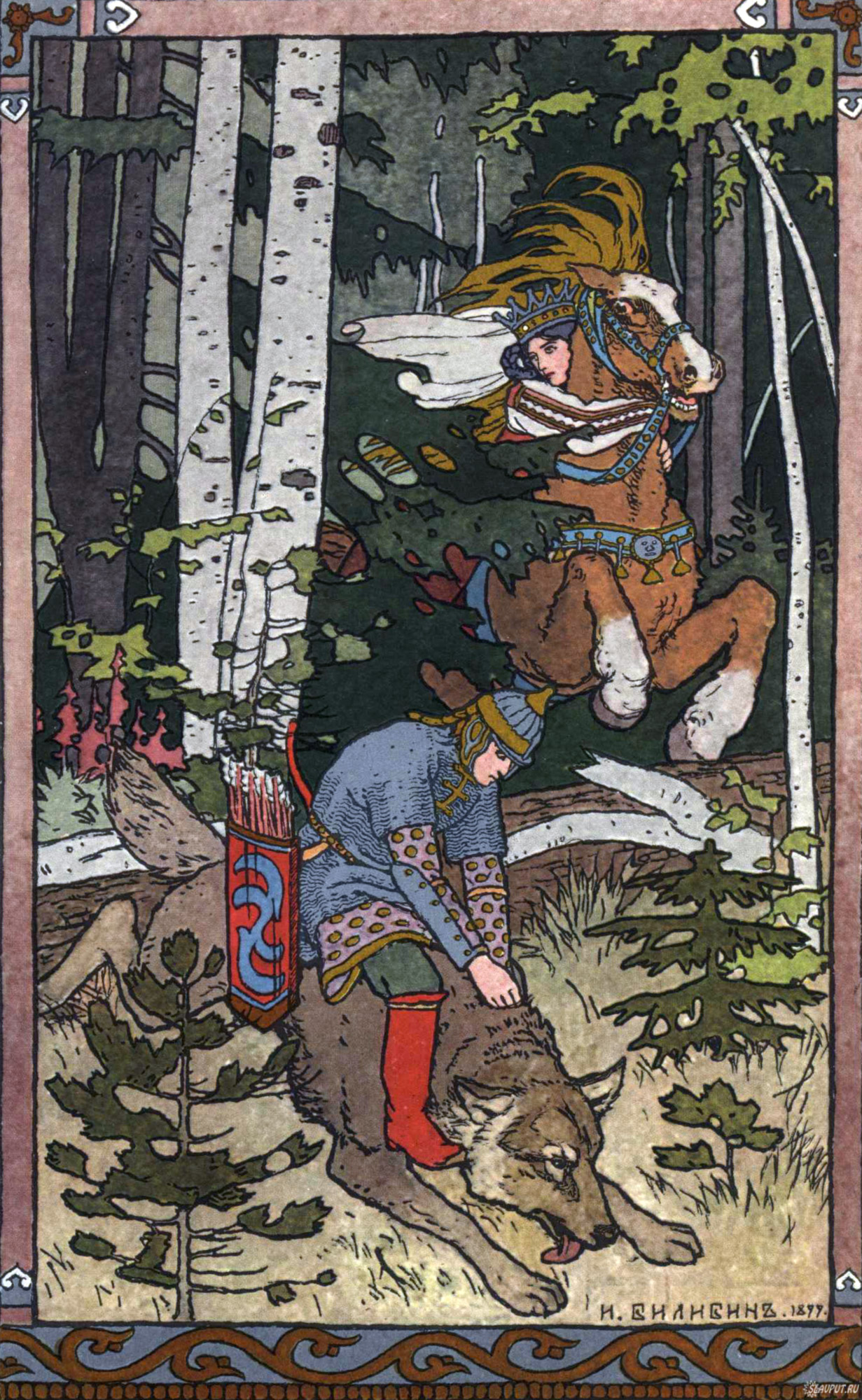
Ivan de Tsarenzoon, de vuurvogel en de grijze wolf, Ivan Bilibin, 1899, 'Zo joegen zij voort, Ivan de Tsarenzoon op de grijze wolf en Elena de Schone op het paard met de gouden manen'

Ze komen bij een muur met daarachter hoge bomen, waarin de kooi hangt met de vuurvogel. De wolf adviseert Iwan de vuurvogel uit de kooi te halen, maar de kooi zelf niet mee te nemen. Iwan luistert niet en wil ook de kooi meenemen. Dan gaan alle bellen rinkelen en Iwan verschijnt gevangen voor tsaar Dolmat. Die eist 'het paard met de gouden manen' in ruil voor de vuurvogel. Iwan reist op de wolf naar tsaar Afron. De wolf waarschuwt Iwan de gouden halster van het paard níet mee te nemen, maar opnieuw doet Iwan zijn eigen zin. Weer verschijnt hij voor de tsaar, nadat ditmaal de stalknecht iedereen alarmeerde. Tsaar Afron wil het paard slechts ruilen voor de schone Helena. De wolf weet Helena te bemachtigen en hij verandert zichzelf in haar gelijkenis. Tsaar Afron is blij met de wolf als Helena en geeft het paard met de gouden manen én de gouden halster aan Iwan.

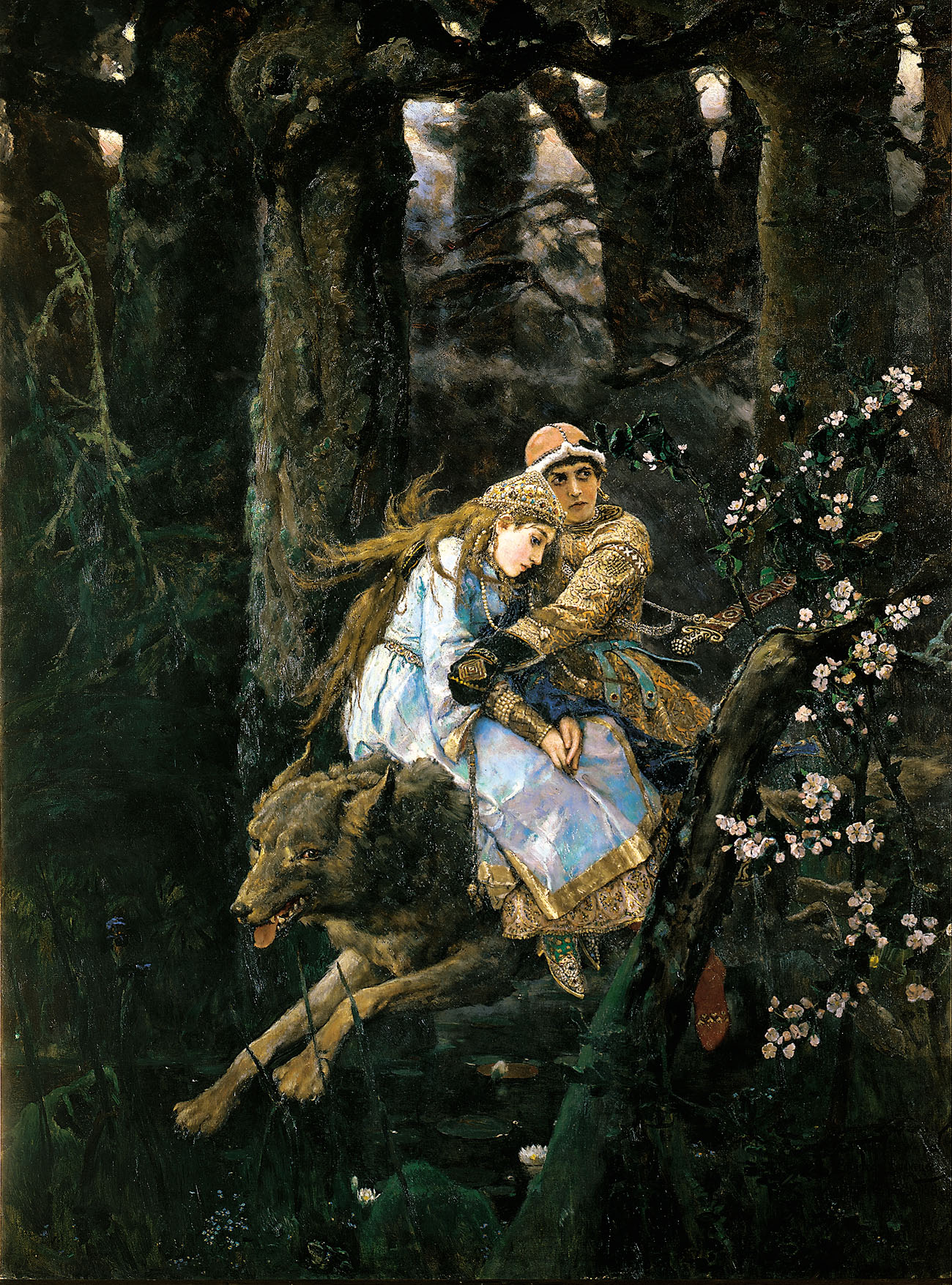
Ivan Tsarewitsj op de grijze Wolf, Viktor Vasnetsov, schilderij, 1889, Tretjakovgalerij, Moskou

Dan gaan ze op weg naar tsaar Dolmat en de wolf voegt zich weer bij hen. De wolf verandert zich in een paard met gouden manen en de tsaar gaat met de ruil akkoord en geeft de vuurvogel én zijn kooi aan Iwan. Ze gaan op weg naar huis en de wolf voegt zich weer bij hen. Op de grens met het rijk van tsaar Vislav neemt de wolf afscheid. Iwan en Helena rusten even uit op het gras, maar daar verschijnen Iwan's oudere, jaloerse broers Dimitri en Vasili. Ze binden Iwan vast en nemen Helena, het paard en de vuurvogel mee naar hun vader en vertellen, dat Iwan dood is en dat zij zelf de vogel, het paard en Helena hebben gevonden. Ze spreken af, dat Vasili Helena zal trouwen. Iwan sterft bijna, vastgebonden aan een boom. Dan komt de wolf en die geeft de raven in de boom opdracht het touw door te pikken en Iwan water te geven. Dan brengt hij Iwan tot bij het paleis. Juist op tijd gaat hij er binnen en Helena roept uit, dat Iwan haar heeft gewonnen. De oudere broers worden gevangen genomen. Iwan en Helena trouwen en erven het rijk.
In een variatie op dit verhaal is Ivan de zoon van tsaar Demian en heet zijn oudste broer Pjotr. Ivan moet de vuurvogel vinden, anders gaat zijn hoofd er af. Z'n paard wordt door de wolf opgegeten en nu wordt de wolf zijn rijdier en raadgever. De tsaar, die de vuurvogel in een kooi bij zich houdt, heet Afron en de tsaar met het paard met de gouden manen Koesman. Als de wolf Ivan en Elena de Schone alleen laat en zelf gaat jagen, komen Ivans broers en Pjotr doodt hem. Als een raaf met kleintjes Ivan de ogen wil uitpikken, grijpt de wolf een kleine raaf en dwingt de grote raaf 'dood en levend water' te halen. Met dood water genezen Ivans wonden, met levend water staat hij weer op. Als uiteindelijk Ivan en Elena trouwen, worden zijn broers uit het rijk verjaagd.

## L'Oiseau de Feu
Componist Igor Stravinsky gebruikte een sprookje waar de vuurvogel in voorkomt als inspiratie voor een van zijn bekendste balletten: L'Oiseau de Feu. Oorspronkelijk was deze opdracht aan Anatoli Ljadov gegeven, maar die deed er te lang over. De choreografie werd verzorgd door Fokin. De eerste uitvoering vond op 25 juni 1910 plaats in Parijs, in de Opera onder leiding van Gabriel Pierné.

## Agni de vuurgod
W. Doniger ziet in Agni, de vuurgod van de hindoeïstische mythologie, 'de Indo-Europese vuurvogel', het beeld van de 'zonne-vogel', die de Soma, de onsterfelijkheidsdrank of het levenselixer van de hemel naar de aarde bracht. 'Bij de stervelingen is hij het onsterfelijk licht. vanaf zijn geboorte is hij onwrikbaar bij ons gevestigd.' (Rigveda, vi,9,4)  Hij is de bron van gedachten (vi,9,5). Agni is de eerstgeborene van waarheid en androgyn. Hij is ook een verborgen god, gevangen binnen zeven begrenzingen (x,5,6).
In de Rig Veda brengt een adelaar Indra naar de hemel om de Soma naar de mensen en de goden te brengen (4.26-7) of de adelaar brengt de Soma naar Indra (4.18.13), waarbij de adelaar er heelhuids mee weg komt en slechts één veer verliest door het schot van een 'demonische' boogschutter, die de Soma bewaakt. Doniger schrijft dat dit 'Indo-Europese thema' in Rusland als de vuur-vogel voorkomt en in Griekenland als de mythe van Prometheus. Soma is de 'vurige sap', tegelijk vuur en water (Agni-Ṣomau), die onsterfelijkheid schenkt.
Volgens een andere Indiase mythe overwon de adelaar Garoeda, de koning der vogels, de deva's (goden) om zijn moeder Vinata uit hun handen te bevrijden en stal daarom amrita (ambrozijn) uit de hemel en vloog met Indra's amrita naar de aarde. Garoeda komt in de Rig Veda nog niet voor.